# Hjelmeland
Hjelmeland és un municipi situat al comtat de Rogaland, Noruega. Té 2.737 habitants (2016) i la seva superfície és de 1.088,82 km². El centre administratiu del municipi és el poble homònim.